# Jakab-hegy
Jakab-hegy (Dealul lui Iacob) este un munte din lanțul muntos Mecsek, Ungaria. Are o înălțime de 602 m deasupra nivelului mării (al patrulea cel mai înalt vârf din munții Mecsek după Zengő, Tubes și Hármas-hegy) și este cunoscut pentru mai multe formațiuni geologice și locuri istorice.

## Geologie

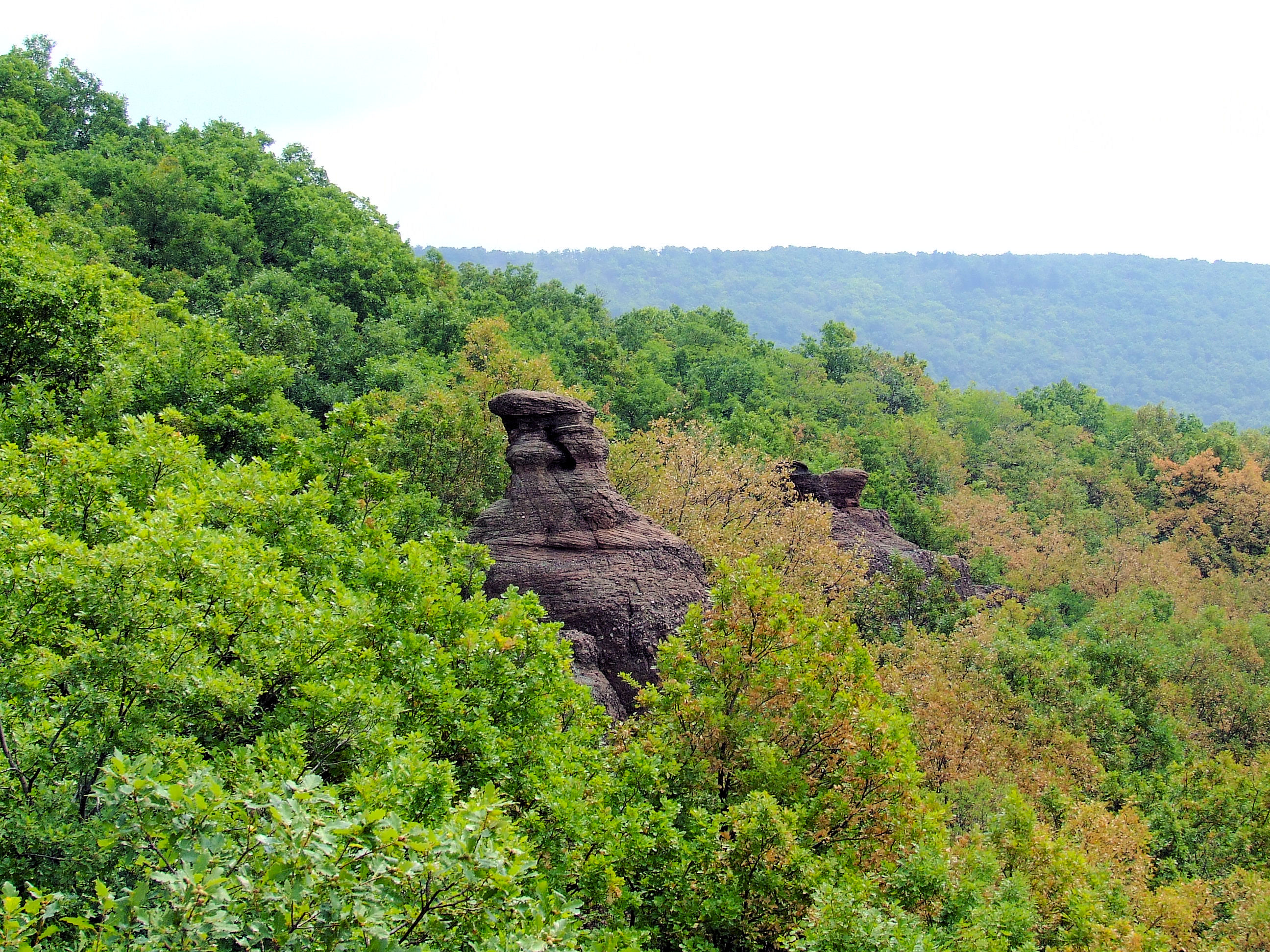
Babás Szerkövek

Muntele s-a format în mare parte în Era Paleozoică și este compus din gresie de vârstă permiană. Procesul de eroziune a gresiei a format cele două monumente naturale ale dealului: Babás Szerkövek (trad: rând de pietre în formă de om) și Zsongorkő (trad: piatra lui Zongor).
Jakab-hegy acoperă singura rezervă semnificativă de uraniu din Ungaria. Exploatarea acesteia a început în anii 1950 cu ajutorul Uniunii Sovietice. Uraniul extras aici a fost folosit la dezvoltarea arsenalului nuclear sovietic și la aprovizionarea Centralei Nucleare de la Paks. Minele au fost închise în anii 1990 din cauza costurilor ridicate de producție și a prețului relativ scăzut al uraniului după sfârșitul Războiului Rece.

## Istorie

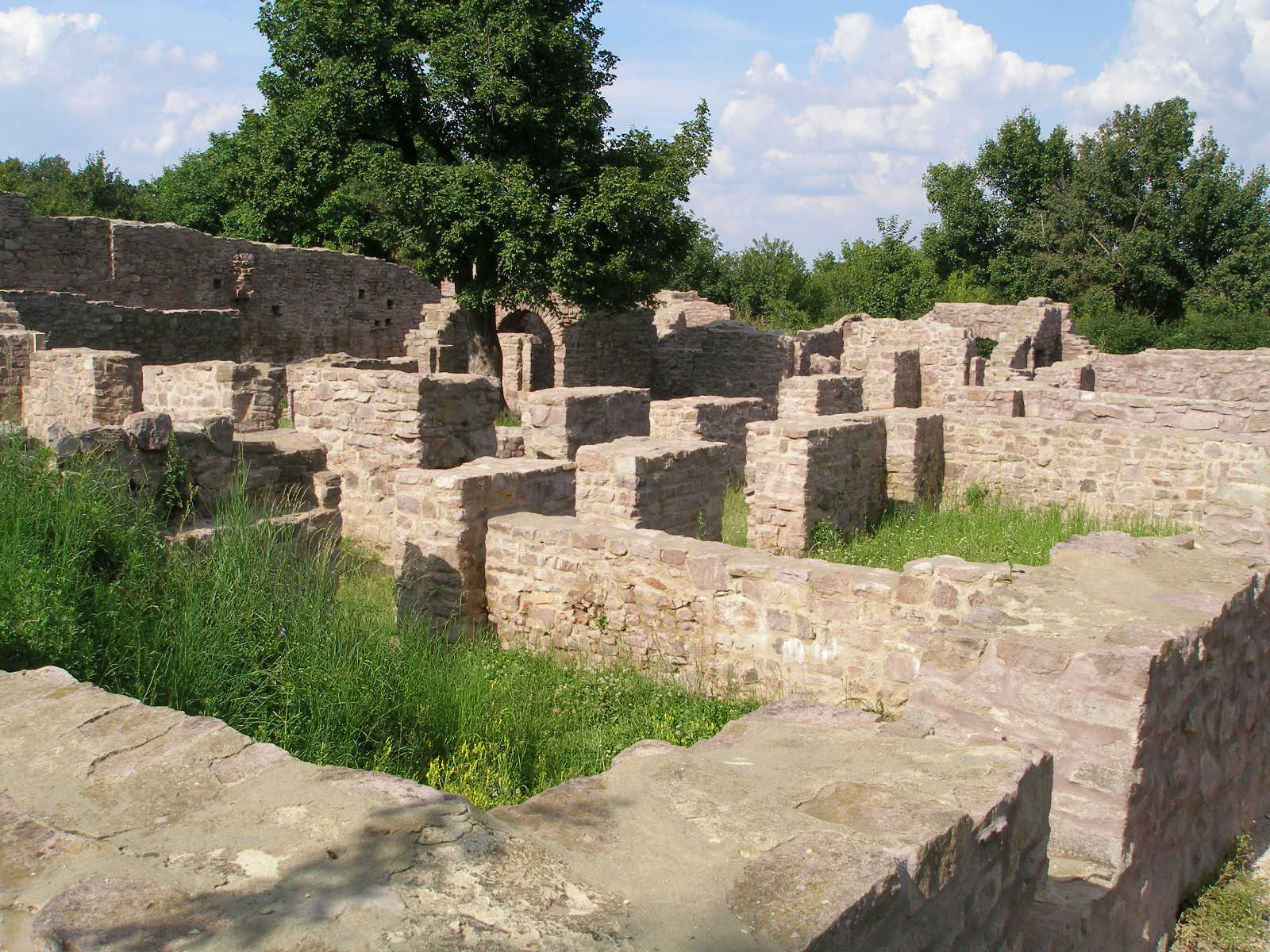
Mănăstirea paulină de pe Jakab-hegy

Oamenii au tins să se stabilească pe Jakab-hegy încă din timpurile preistorice. Primele urme de locuire datează din epoca bronzului, dar apogeul a fost atins în epoca fierului când aici s-a dezvoltat o așezare fortificată imensă. Aceasta a fost un centru politic important al culturii hallstattiene, dovadă fiind valurile de pământ cu înălțimea de 6-8 m, transformându-se într-un adevărat oppidum sub celți. După cucerirea romană fortificația a fost abandonată, dar meterezele acesteia sunt în continuare vizibile.
În evul mediu, pe ruinele așezării preistorice a prins rădăcini un mic sat. Biserica sa a fost sfințită cu hramul Sfântului Iacob, de unde vine și numele dealului. În 1225 episcopul de Pécs, Bertalan, a construit în jurul bisericii o mănăstire pentru pustnicii locali. Ordinul paulin își are parțial originea în această comunitate. Mănăstirea a fost abandonată în timpul ocupației otomane, dar în sec. XVIII a fost renovată și lărgită. Ordinul monastic a fost interzis în 1780 de împăratul Iosif al II-lea al Sfântului Imperiu Roman și mănăstirea a rămas din nou fără călugări. În prezent mai pot fi văzute ruinele zidurilor ei.

## Legende
Mai multe legende sunt legate de muntele Jakab-hegy, majoritatea fiind din evul mediu sau începutul epocii moderne.
Potrivit unei legende din Kővágószőlős pietrele Babás Szerkövek sunt de fapt oameni împietriți. Două familii înstărite doreau să-și oficieze nunțile la mănăstire în aceeași zi. Când una dintre familii se întorcea deja de pe deal, cealaltă abia se pornise spre mănăstire. Ele s-au întâlnit pe drum, într-o zonă în care calea era prea îngustă. Cele două familii au jurat că mai degrabă ar împietri decât să-i permită celeilalte să treacă, ceea ce s-a și întâmplat până la urmă.
Se spune că Zsongorkő și-a primit numele de la războinicul ungar Zsongor. În perioada ocupației otomane el a fost nevoit să-și părăsească satul natal fiindcă a ucis un soldat turc (dintr-un motiv întemeiat), înrolându-se apoi în armata Regatului Ungariei. Când logodnica sa a fost capturată de turci, Zsongor împreună cu o mână de bărbați a plecat să o salveze. Chiar dacă au reușit să o elibereze, turcii i-au încercuit pe muntele Jakab-hegy și decât să se predea turcilor, Zsongor și logodnica lui au ales să se sinucidă sărind de pe piatră care-i poartă acum numele.